# Gunnar Sköld
Pour les articles homonymes, voir Sköld.
Gunnar Sköld (né le 24 septembre 1894 à Västerås et mort le 24 juin 1971 dans la même ville) est un coureur cycliste suédois. Il a remporté le premier championnat du monde sur route amateurs en 1921. Lors des Jeux olympiques de 1924, il a obtenu la médaille de bronze de la course sur route par équipes grâce à sa quatrième place lors de la course individuelle, la septième place d'Erik Bohlin et la dix-septième place de Ragnar Malm.

## Palmarès
- 1921
  - Champion du monde sur route amateurs
- 1924
  -  Médaillé de bronze de la course sur route par équipes des Jeux olympiques
  - 4e de la course sur route individuelle des Jeux olympiques